# Badalasco
Badalasco is een plaats (frazione) in de Italiaanse gemeente Fara Gera d'Adda.